# Ruzsa
Ruzsa je vas na Madžarskem, ki upravno spada pod podregijo Mórahalmi Županije Csongrád.